# San Antonio Baspul
San Antonio Baspul es una localidad del estado de Yucatán, México, población del municipio de Chicxulub Pueblo

## Toponimia
El nombre (San Antonio Baspul) proviene de Antonio de Padua y baspul proviene del idioma maya.

## Hechos históricos
- En 1910 cambia su nombre de Paspul a San Antonio Baspul.

## Demografía
Según el censo de 2005 realizado por el INEGI, la población de la localidad era de 0 habitantes.
| 154                         | 140 | 98 | 58 | 19 | 29 | 48 | 81 | 32 | ? | ? | ? | ? |
| (Fuente: INEGI [Consultar]) |     |    |    |    |    |    |    |    |   |   |   |   |

## Galería

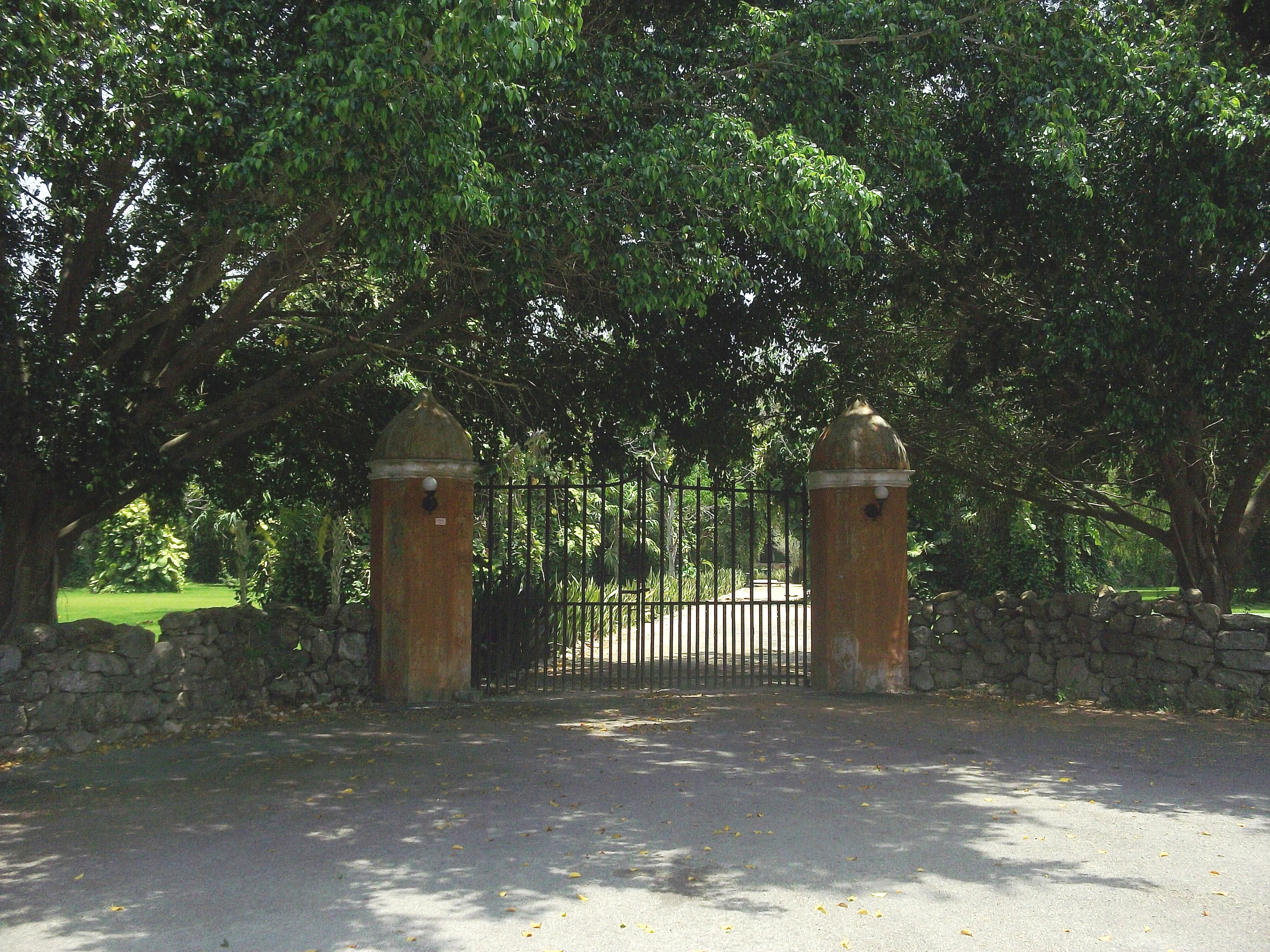
Vista de la hacienda.
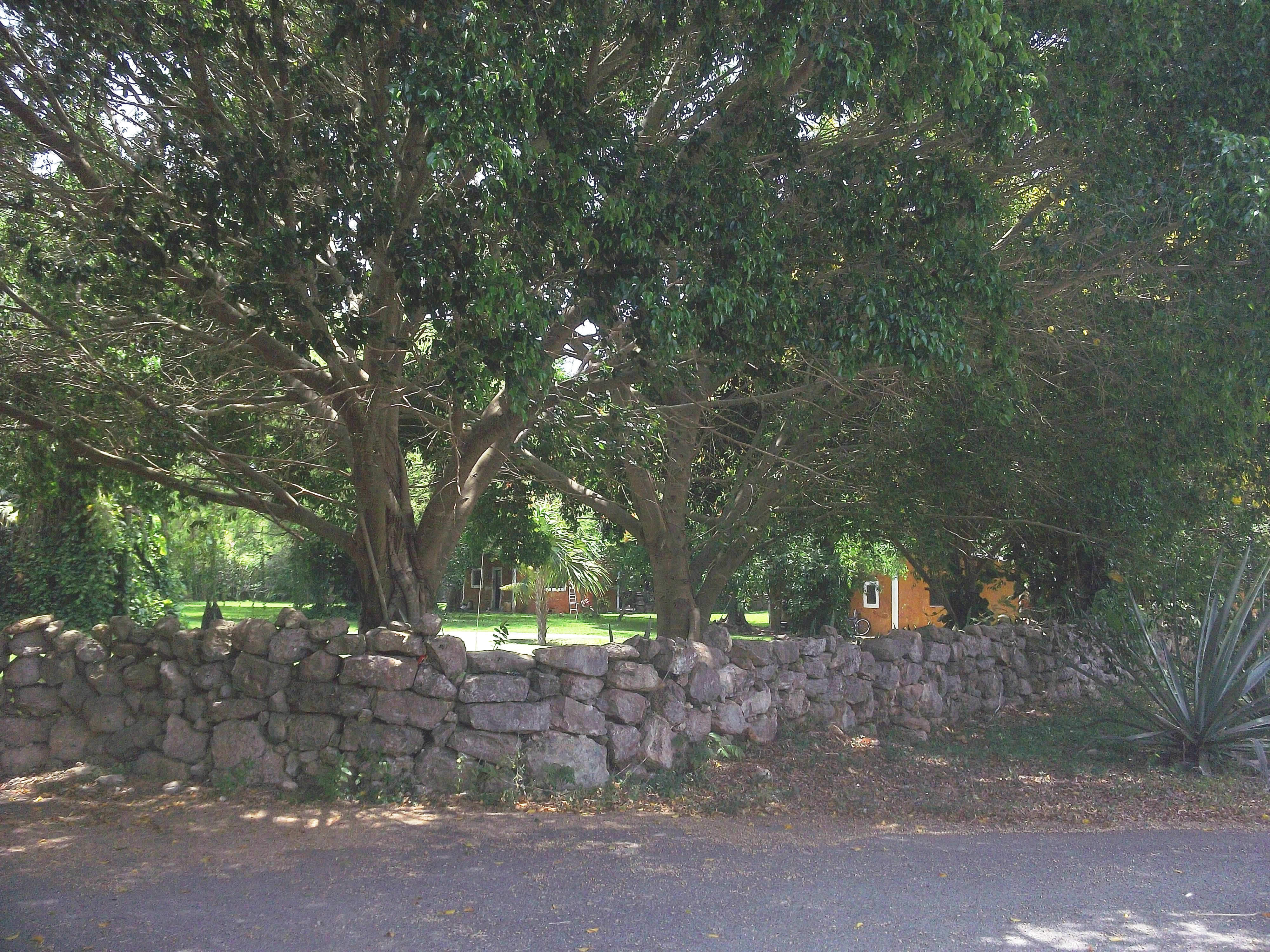
Vista de la hacienda.
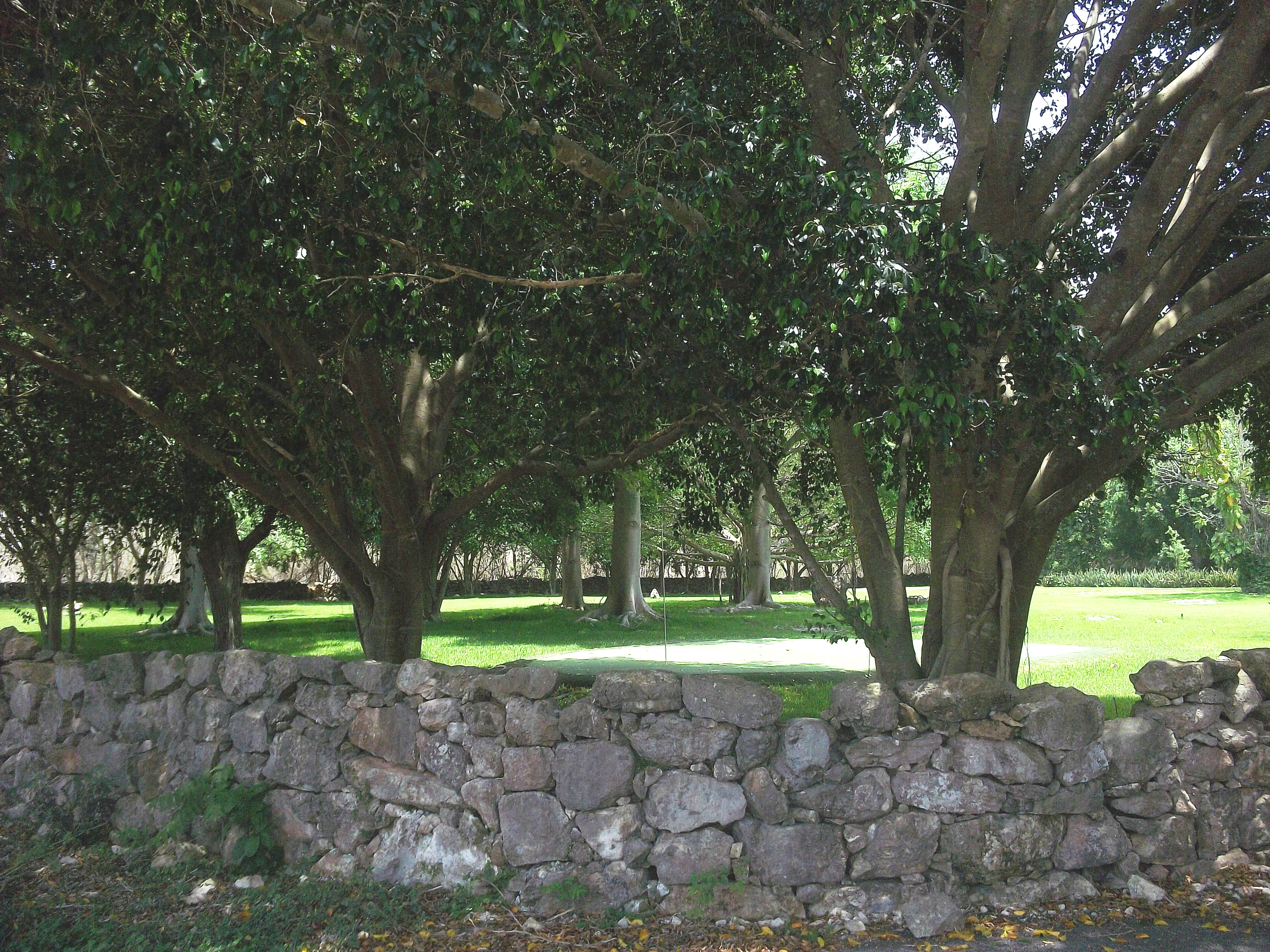
Vista de la hacienda.
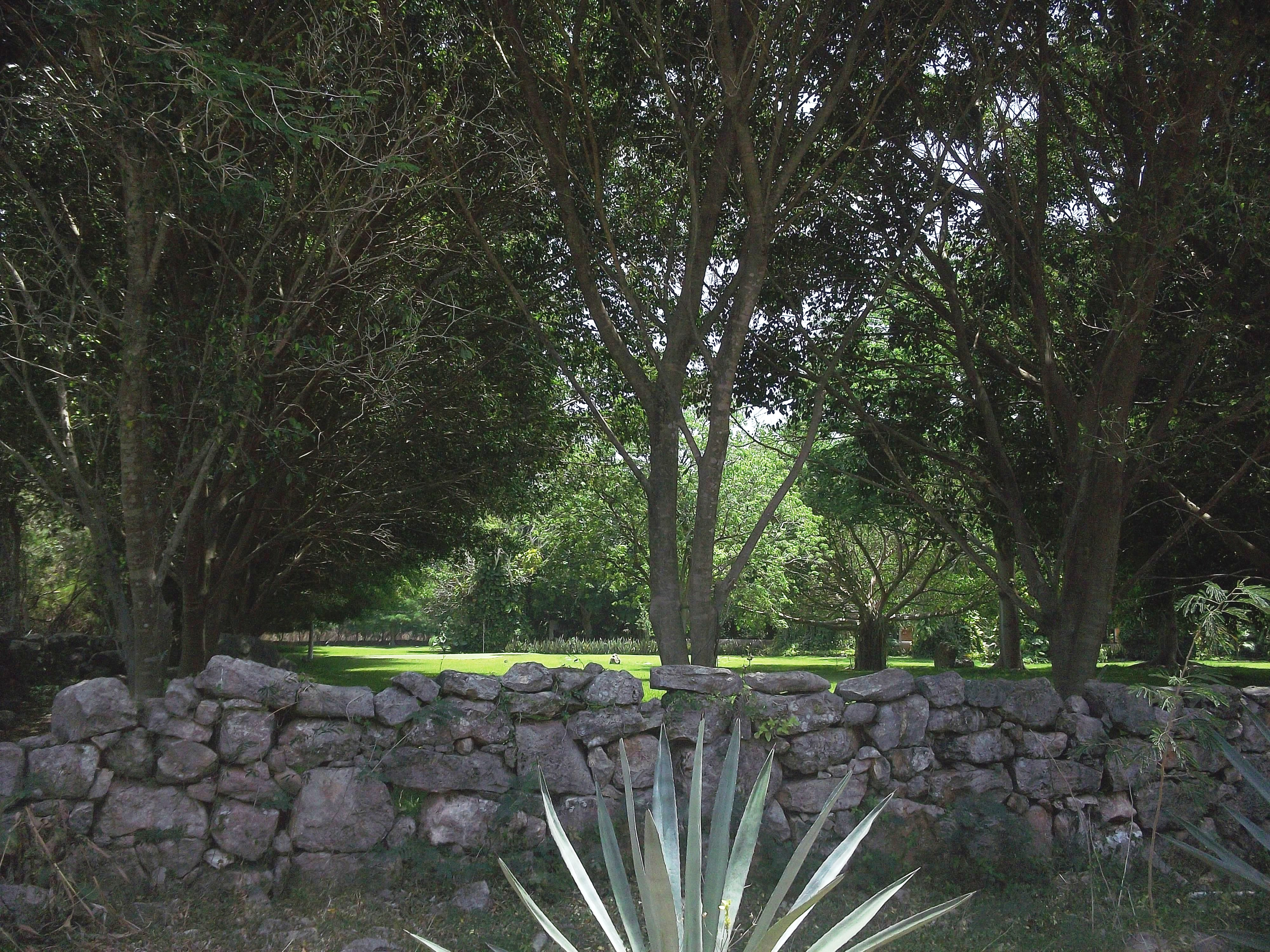
Vista de la hacienda.
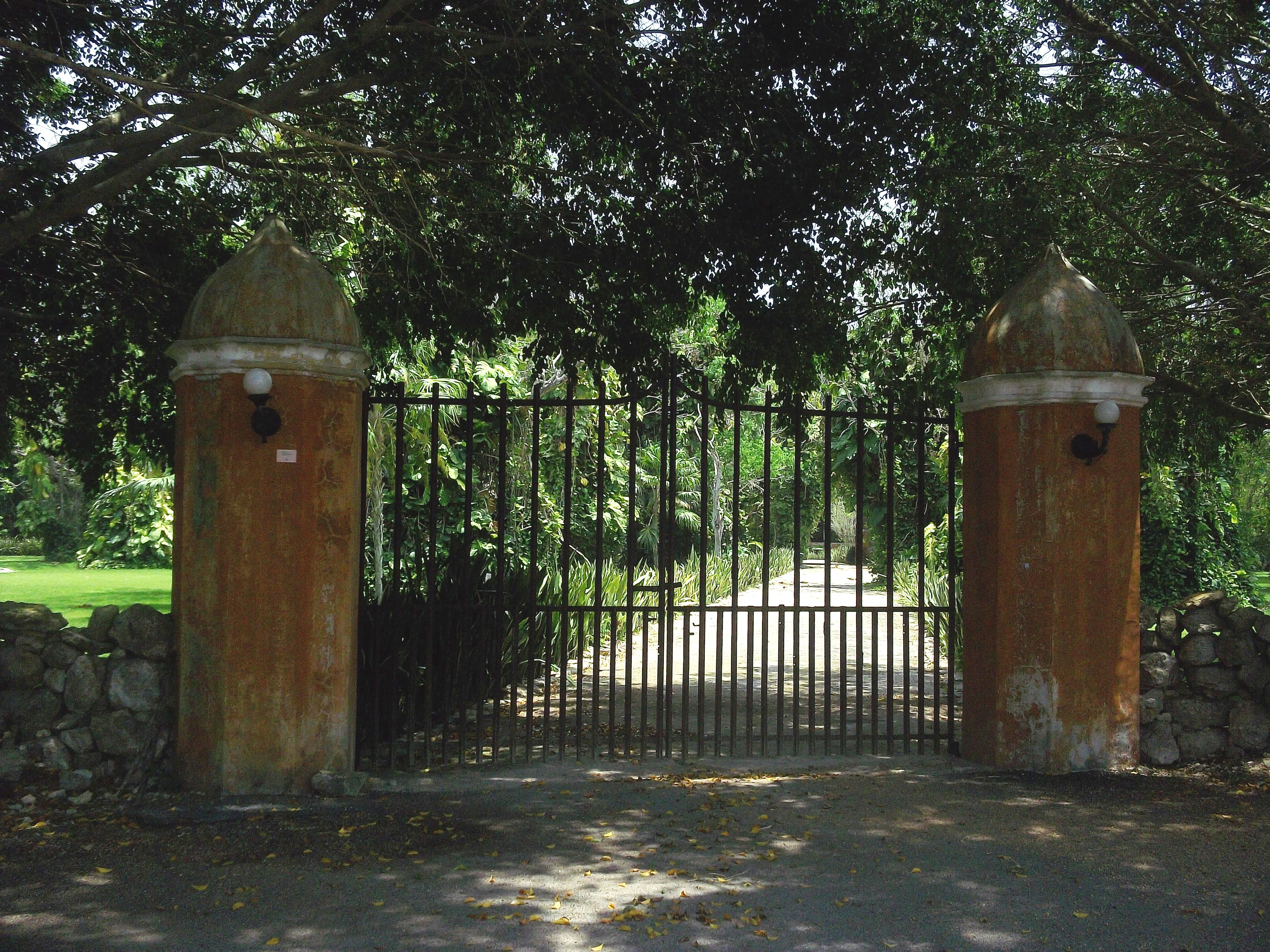
Vista de la hacienda.
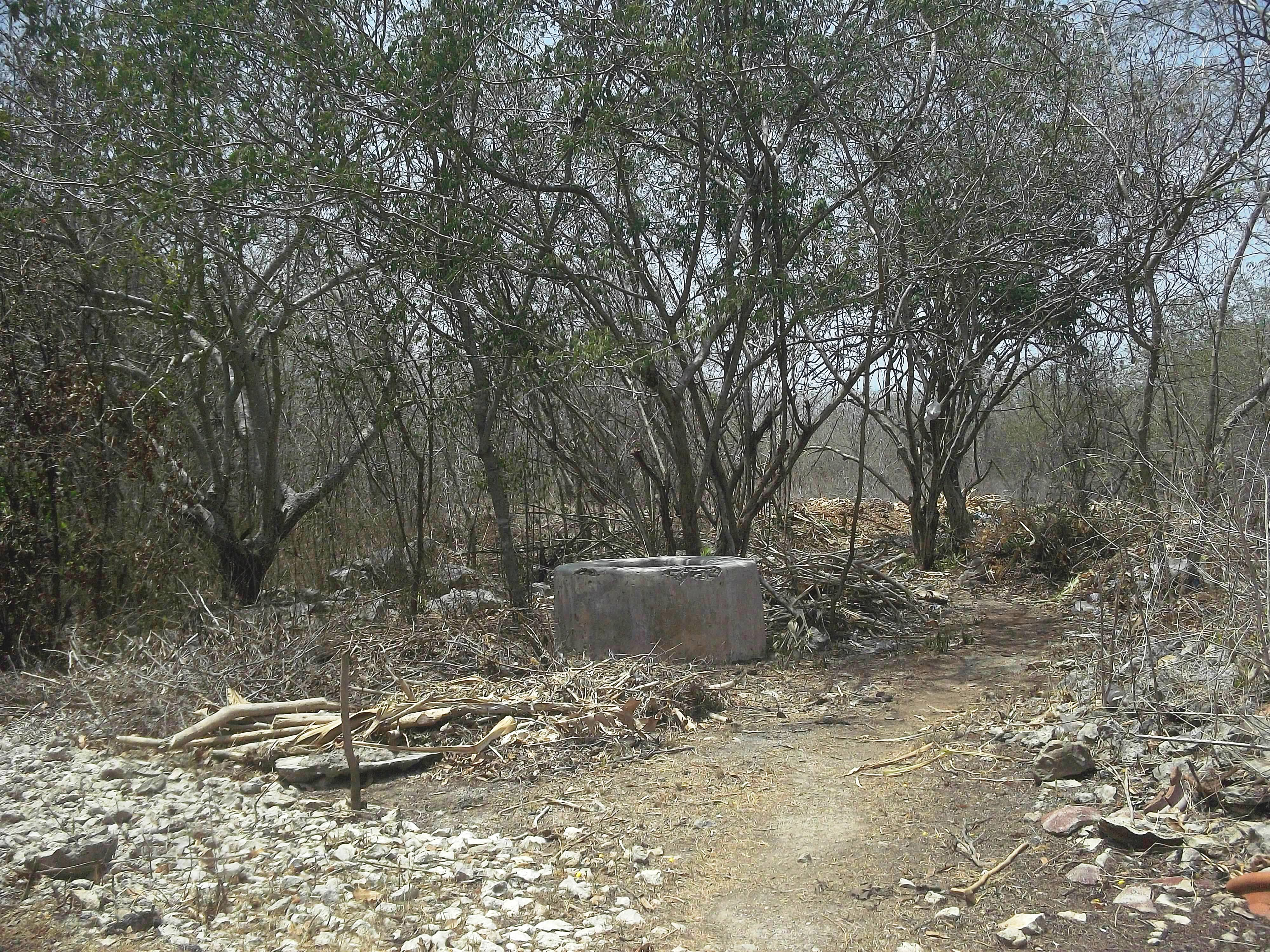
Vista de la hacienda.
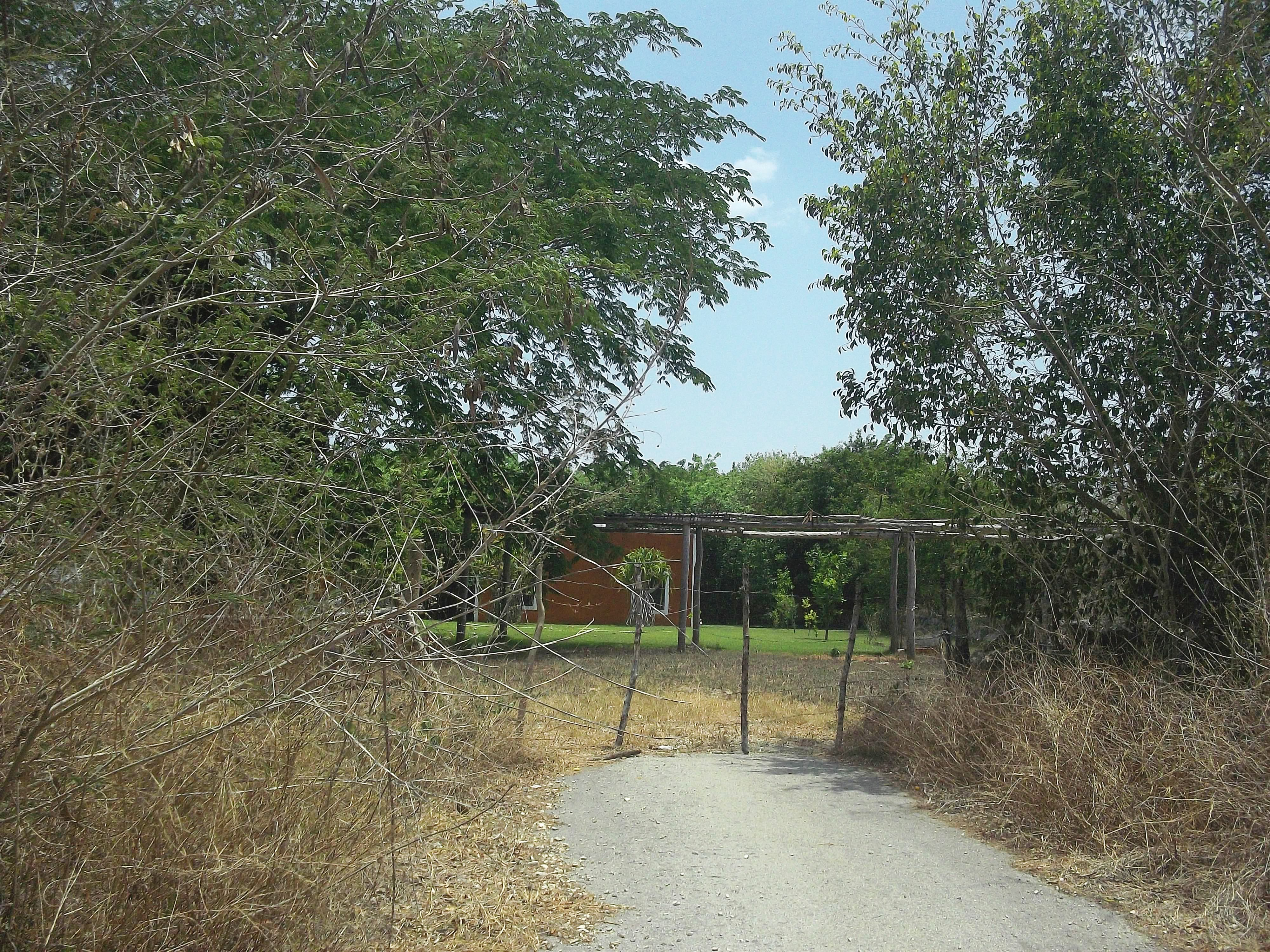
Vista de la hacienda.